# Obemannat markfordon

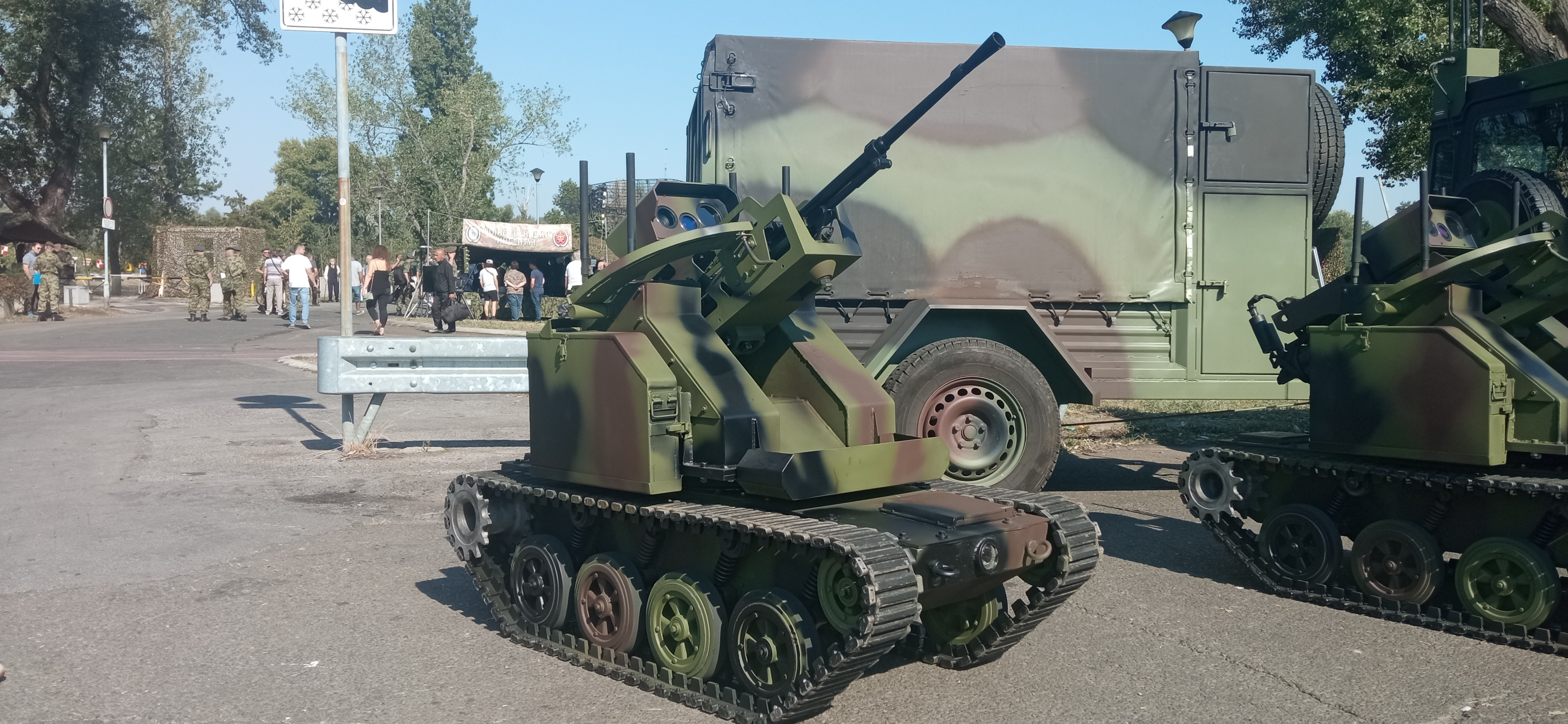
Mali Miloš.

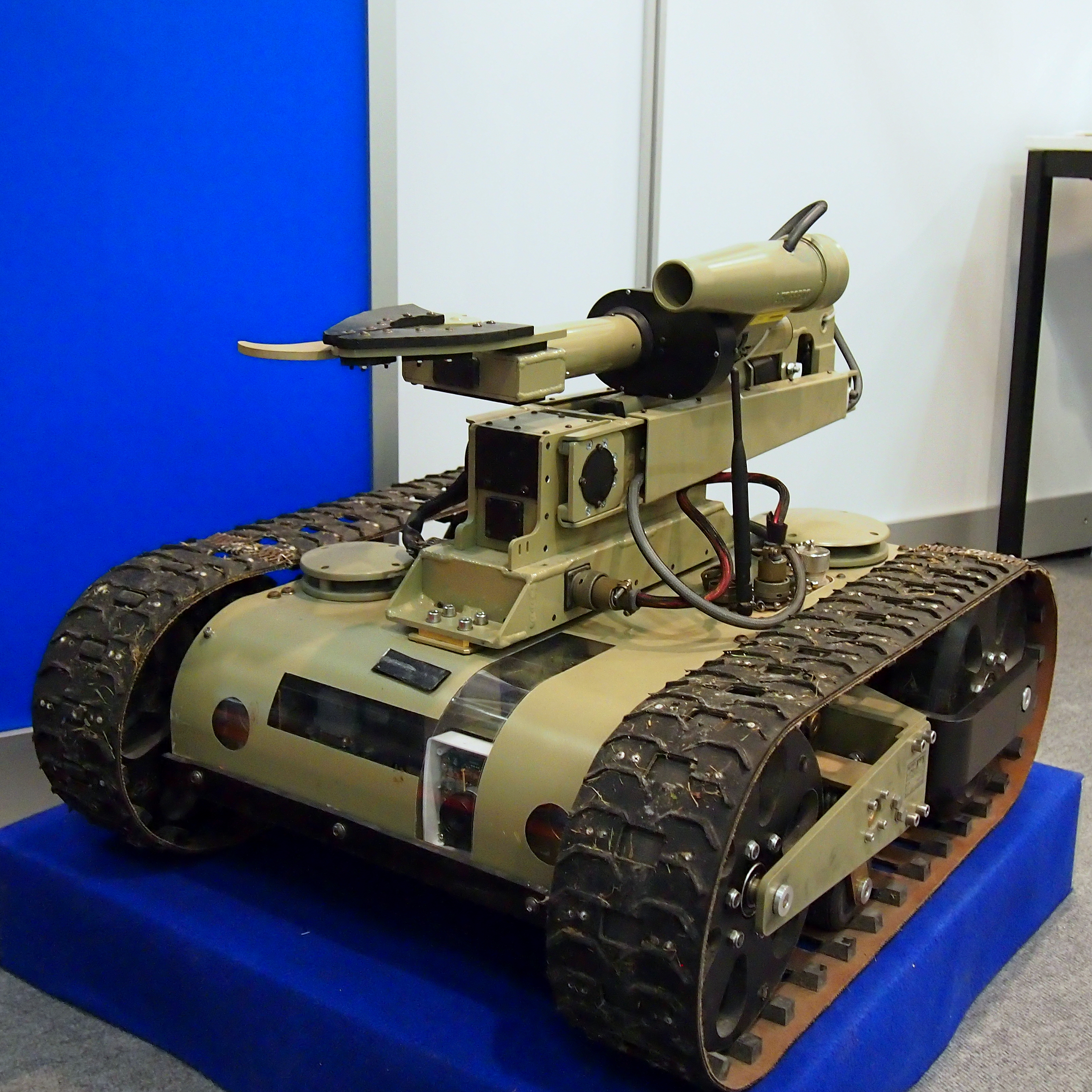
EuroLink Systems Leopardo B

Obemannat markfordon (Eng: UGV förkortning av unmanned ground vehicle) kallas fordon som kan framföras utan någon förare. Det finns två typer av förarlösa markgående fordon, de som fjärrstyrs och de som är autonoma. För den senare typen av fordon arrangerar DARPA en tävling kallad DARPA Grand Challenge.